# سرك (تشناران)
سرك (بالفارسية: سرک) هي قرية تقع في قسم تشناران الريفي (مقاطعة تشناران) في إيران. يقدر عدد سكانها بـ 988 نسمة بحسب إحصاء 2016.